# الحداثة في ميزان الإسلام (كتاب)
كتاب للدكتور والشيخ عوض القرني قام فيه بنقد التيار الحداثي في السعودية وإبراز تطبيقاته العملية المضادة للدين الإسلامي، والإتيان على بعض رموزه في العالم العربي.

## العلامة ابن باز يثني على الكتاب
قدم العلامة مفتي المملكة عبد العزيز بن باز الكتاب ووصفه بالقيم وشكر كاتبه، وبين خطر الكلمة وأهميتها وتأثيرها، وأن الحداثيين استخدموها سلاحا لحرب الإسلام والمسلمين.
وقدم ابن باز الكتاب بقوله:
| الحداثة في ميزان الإسلام (كتاب) | الحمد الله وحده والصلاة والسلام على من لا نبي بعده وبعد. فإن سلاح الكلمة والبيان من الأسلحة الماضية التي اتخذها الرسول صلى الله عليه وسلم لمنازلة أعداء الإسلام بـها جنباً إلى جنـب مع سلاح السيف والسّـنان, وقد اصطفى صلى الله عليه وسلم بعض شعراء الصحابة، ودعا لـهم، وشحذ قرائحهم، وأذكى عزائمهم بما كان يستحثهـم به من العبارات المؤثرة التي كانت تؤجج فيهم الحماس وتبعث فيهم النخوة والحمية لدين الله . فمن ذلك قوله صلى الله عليه وسلم لحسان رضي الله عنه: (اهـجـهم وروح القدس معك) وقوله لحسان أيضاً : (اهـجهم والذي نفسي بيده إنه لأشد عليهم من وقع النبل) . وهذا العمل من رسول الله صلى الله عليه وسلم دليل قوي على ما للشعر من أثر عظيم في تحريك النفوس واستـنهاض الهمم ورص الصفوف والتخذيل على المسلمين والذب عن الإسلام وحرماته. وقد صح عن رسول الله صلى الله عليه وسلم أنه قال : (إنّ من الشعر لحكمة) . وهكذا كان الشعر ولا يزال، وهو سجية طبع عليها العرب، لن يدعوه حتى تدع الإبل الحنين. وقد مر الشعر خلال عمره الطويل ببعض محاولات التجديد والتغيير، وهي محاولات يسيرة لم تمس جوهره وسرّ قوته وتأثيره وجرسه وهو الوزن والقافية. وشهد عصرنا هذا محاولات أكثر للتغيير باسم التطوير والتحديث والتجديد فظهر ما يسمى بالشعر الحر المنفلت من القافية، ثم بالغ القوم في التغيير فانفلتوا من الوزن والقافية في إطار ما يسمى بقصيدة النثر التي عُـرف أصحابها بأهل الحداثة. وكنا إلى حين اطلاعنا على هذا الكتاب القيم الذي قام بتأليفه الشيخ عوض بن محمد القرني، والذي نقدم له بهذه النبذة المختصرة ـ بسبب عدم الاطلاع ـ نظن أن قصيدة النثر المتسمة بالغموض الملقب بالحداثة المحاط بـهذه الهالة الإعلامية، نظن ذلك كله أنماط من التغيير في الشكل، ولا علاقة له بمضمون الشعر، ولا بمعانيه ولا بـمحتواه الفكري، لكن الكتاب كشف لنا أن الشكل لم يكن في ذاته هو هدف هذا التغيير وإنما جعل الشكل الجديد الملفوف بالغموض ستاراً لقوالب فكرية شحنت في كثير من نماذجها بالمعاني الهزيلة، والأفكار الهابطة والسهام المسمومة الموجهة للقضاء على الفضيلة والخلق والدين، وقد حوى الكتاب نماذج لا يختلف اثنان في تفسيرها وفهم مضمونها وإدراك مراميها وأهدافها السيئة، وتأكد أن استهداف الغموض من كثير من هؤلاء الشعراء في هذه القوالب الفكرية المسماة شعراً وليس فيها من الشعر شيء إنما هو أمر مقصود ليحققوا به أهدافا ثلاثة : الأول : التـنصل من مسئولية الكلمة، وتبعتها، حينما تُـلف بـهذا الغموض الذي قد لا يدرك معناه بسهولة . الثاني : إماتة الشعر وسلب روحه وتأثيره وحرمان المسلمين من سلاح ماضٍ من أفتك أسلحتهم ضد أعدائـهم . والثالث : وهو أخطرها، محاولة نبذ الشريعة والقيم والمعتقدات والقضاء على الأخلاق والسلوك باسم التجديد وتجاوز جميع ما هو قديم وقطع صلتها به. أخيراً أحمد الله الذي قيض لهؤلاء الحداثيين من كشف أستارهم وبين مقاصدهم وأغراضهم الخبيثة وأهدافهم الخطيرة بهذا الكتاب الذي يقدمه مؤلفه الشيخ عوض للقراء، فقد كشف لنا القناع عن عدو سافر يتربص بنا ويعيش بين ظهرانينا ينفث سمومه باسم الحداثة، وهو بهذا الكشف والبيان يلقي مسئولية عظيمة وجسيمة على علماء هذا البلد وقادته ورجاله وشبابه وغيرهم للتصدي لهذا الخطر, وإيقاظ الهمم، وتنبيه الغافل عنه، ونصح وتوجيه الواقع فيه، جزى الله الشيخ عوض خيراً على ما قدم وأوضح وبين وجعل ذلك في ميزان حسناته يوم يلقاه، وبارك الله في جهوده وأعماله، وجعلنا وإياه وسائر المسلمين من المتعاونين على البر والتقوى ، كما نسأله أن يحمي بلادنا وجميع بلاد المسلمين بالإسلام وأن يدفع عنها كيد الكائدين وحقد الحاقدين في الداخل والخارج ، إنه ولي ذلك والقادر عليه. وصلى الله وسلم على نبينا محمد وآله وصحبه ومن سلك سبيلهم واهتدى بهديهم إلى يوم الدين. | الحداثة في ميزان الإسلام (كتاب) |